# جبهه خانگی

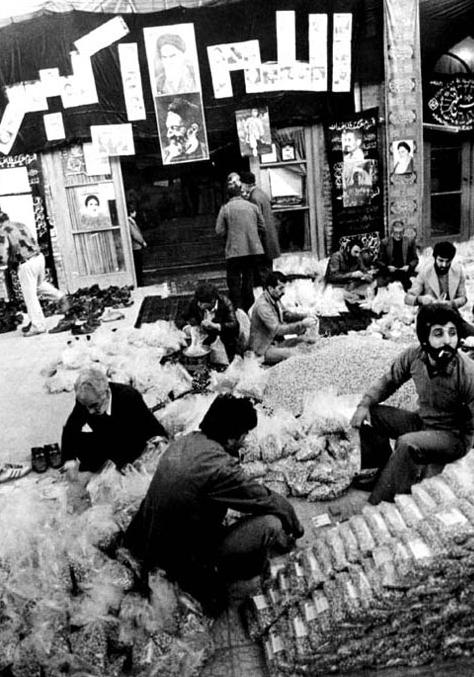
شهروندان ایرانی در حال آماده‌سازی مواد غذایی برای ارسال به خط مقدم جنگ ایران و عراق

جبهه خانگی یک اصطلاح غیر رسمی است که معمولاً برای توصیف پشتیبانی های داوطلبانه یا فراخوان شده مردمی در طول جنگ با دشمن به‌کار می‌رود. این پشتیبانی ها توسط مردم غیر نظامی و به عنوان یک سیستم پشتیبانی فعال تلقی می‌شود. در زمان جنگ داخلی کشورها این اصطلاح به طور ضمنی گفته می‌شود به در پیش گرفتن رویهٔ نظامی‌گری توسط افراد جامعه به دستور فرماندهان نظامی آن جبهه از جنگ داخلی.
کشورهای صنعتی قدرت مبارزه سربازان در جبه‌های نبرد را در وابستگی مستقیم به پشتوانه و پشتیبانی مردم غیر نظامی از آنها می‌دانند.
در روزگار قدیم جبهه‌های نبرد محدود به میدان نبرد مبارزه رودررو طرفین نزاع می‌شد. ولیکن امروزه و با گسترش تکنولوژیهای نظامی‌گری در سراسر دنیا، کارگرانی که در ساخت امکانات و تجهیز و نیروهای رزمنده نیز مشارکت و دخالت دارند، جزئی از نیروهای رزمنده به‌شمار می‌روند و طبیعتاً به عنوان هدفی برای دشمن محسوب شده و در معرض حملات آن نیز قرار می‌گیرند. گرچه دیدگاه ذکر شده به نوعی مصداق جنایت علیه بشریت می‌باشد، اما در منازعات دنیای کنونی تفکیک میدان نبرد و جبهه خانگی امکان پذیر نیست.